# Hroch obojživelný

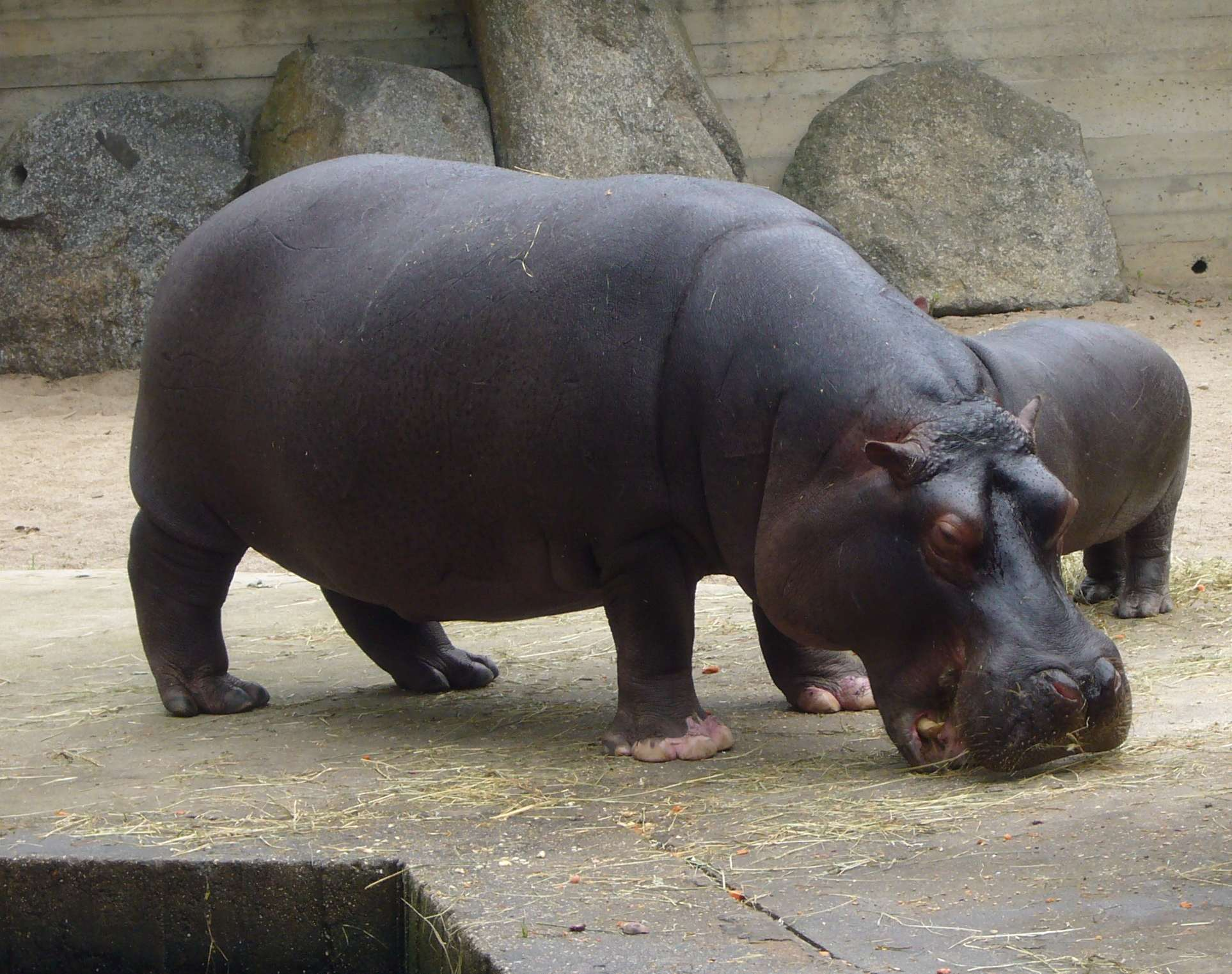
Samice hrocha (Zoo Praha)

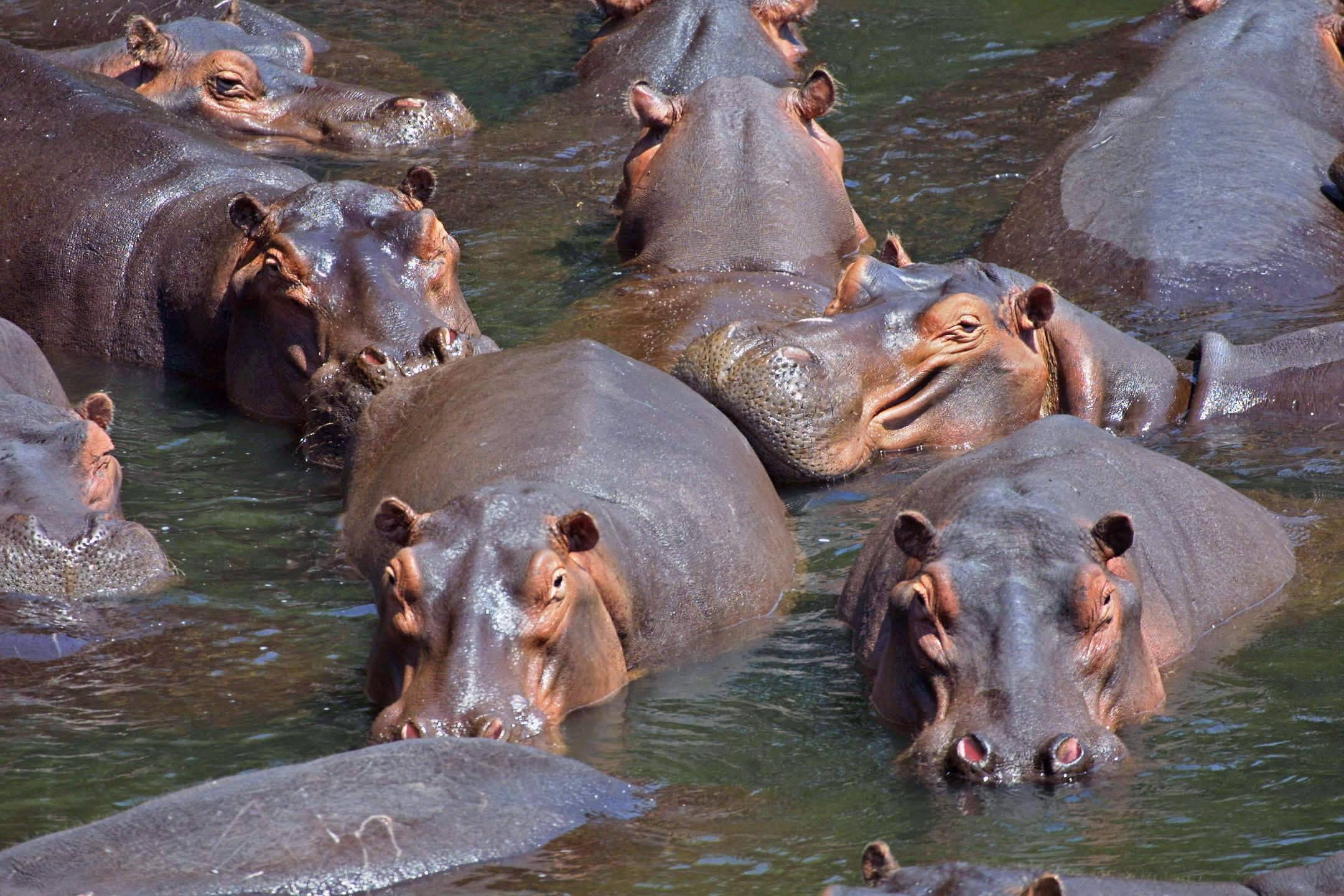
Hroši obojživelní v Zambii

Hroch obojživelný (Hippopotamus amphibius) je velký sudokopytník z čeledi hrochovitých, adaptovaný k životu ve vodním prostředí. Vyskytuje se v Africe na jih od Sahary. Jeho nejbližším příbuzným je hrošík liberijský. Dříve byli hroši pokládání za příbuzné prasat, podle nedávných výzkumů jsou však jejich nejbližšími žijícími přibuzními kytovci.

## Pojmenování
Ve většině světových jazyků (např. angličtina, řečtina, polština, bulharština, románské jazyky) se pro hrocha používá název odvozený od starořeckého jména hippopotamos (doslova „říční kůň“) nebo doslovný překlad slovního spojení „říční kůň“ (němčina, skandinávské jazyky, arabština) či nilský kůň (srbština, chorvatština, turečtina) nebo vodní kůň (maďarština). Pouze hebrejština, ruština a ukrajinština používají názvy, odvozené od jména biblického netvora Behemota.
Český název hroch má ekvivalent pouze ve slovenštině, kam byl ale přejat z češtiny. Etymologie tohoto slova není zcela jasná, zřejmě souvisí se staročeským slovem hrochot ve významu rachot, rámus, řev. Slovo hroch je v češtině doloženo již ve 14. století jako vlastní jméno, které se zvířetem – hrochem nesouvisí, jde o starou českou variantu jména Roch (lat. Rochus, it. Rocco) a domácí variantu jména Hroznata. Dodnes se dochovalo v příjmeních (např. historik Miroslav Hroch) nebo v místních názvech (Hrochův Týnec), ve staré češtině se pro hrocha – zvíře používalo slovo behemot (doloženo např. v cestopise Kryštofa Haranta z Polžic).
Domorodá jména hrocha v afrických jazycích jsou velmi rozmanitá. V severovýchodní Africe je znám pod arabským jménem faras an-nahr (doslova „říční kůň“), v Etiopii se nazývá gumarre, v Somálsku džir, v západní Africe ho Bambarové nazývají mali, ve východní Africe se používá svahilský název kiboko, v nilotských jazycích se nazývá makawu či masajsky ol-makau, v bantuských jazycích jižní a střední Afriky se nazývá nejčastěji kubu, mwubu, či mvuvu.

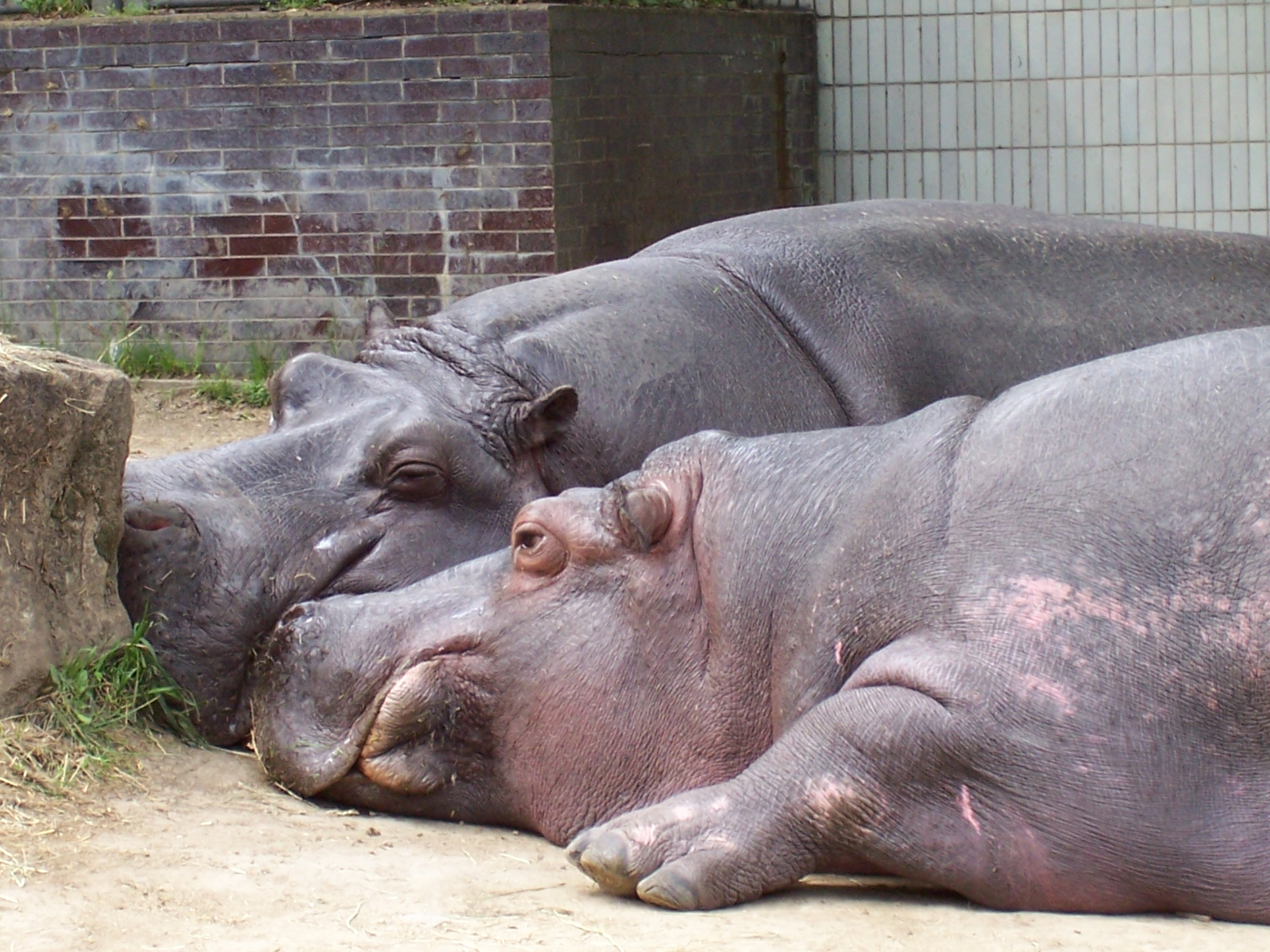

## Vzhled

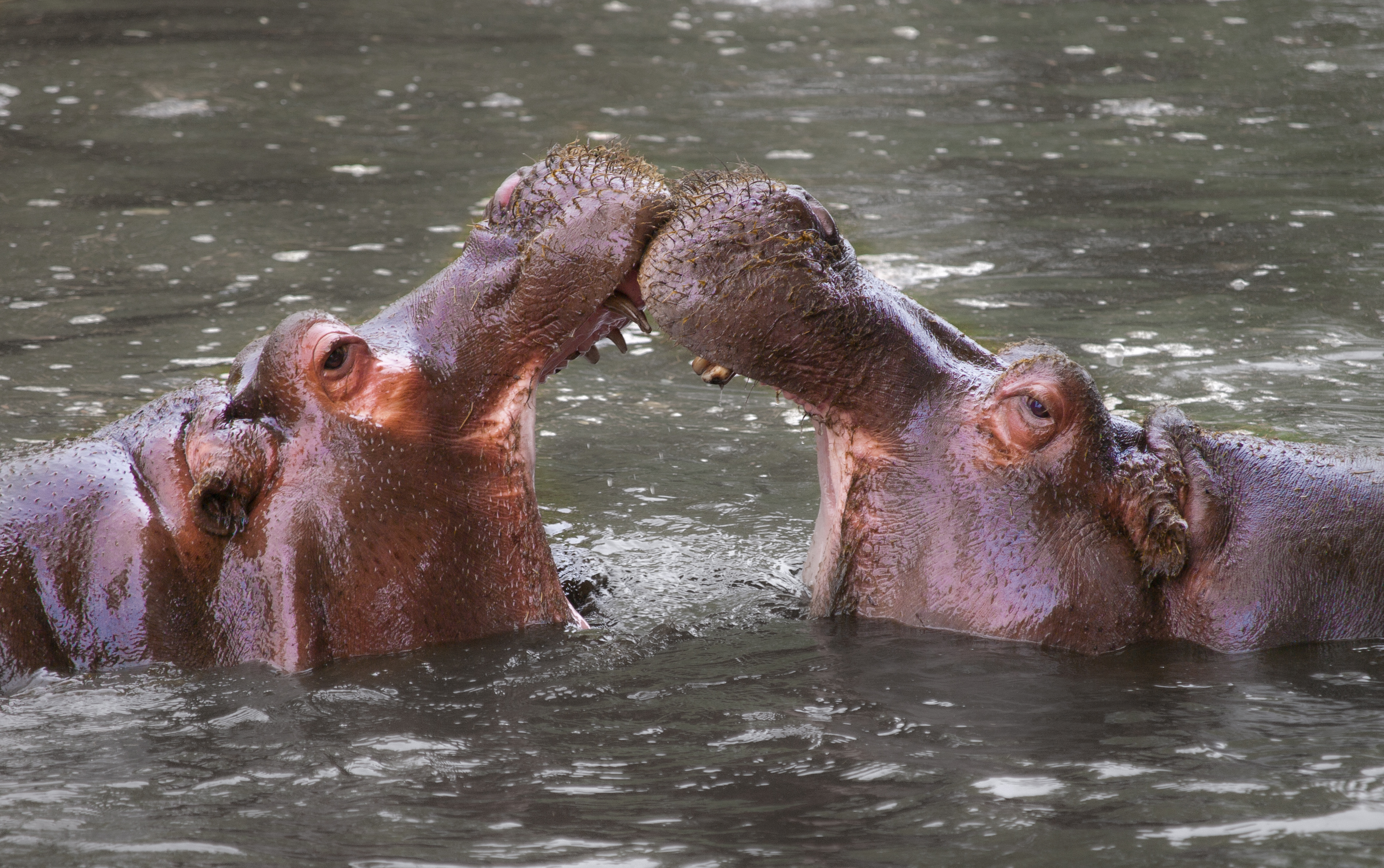

Hroch je nejtěžším recentním druhem sudokopytníka (mimo kytovců) a třetím nejtěžším suchozemským živočichem. Dospělý samec měří až 360 cm, dosahuje výšky v kohoutku 165 cm a hmotnosti přes tři tuny, samice jsou zpravidla menší (až o třetinu). Hroší samci mají většinou větší hlavu, delší ocas a vyšší končetiny než samice. Hroši působí nemotorně, ale ve skutečnosti jsou hbití. Velkou část jejich „siluety“ (až 18 %) jim přidává kůže tloušťky až 5 cm.
Tělo hrocha má válcovitý tvar, je dlouhé, zakulacené, s objemným břichem. Končetiny jsou silné a kratší, mezi čtyřmi prsty ukončenými tupými kopýtky jsou plovací blány. Při chůzi došlapuje hroch na všechny čtyři prsty, přestože druhý a třetí prst jsou silnější než dva postranní. Kostra hrocha je těžká, kosti nemají vzduchové dutiny, což zvyšuje měrnou hmotnost hrošího těla. To hrochům usnadňuje potápění a umožňuje jim i chůzi po dně, kde si hledají část potravy. Ocas je krátký a opatřený tuhým střapcem chlupů.

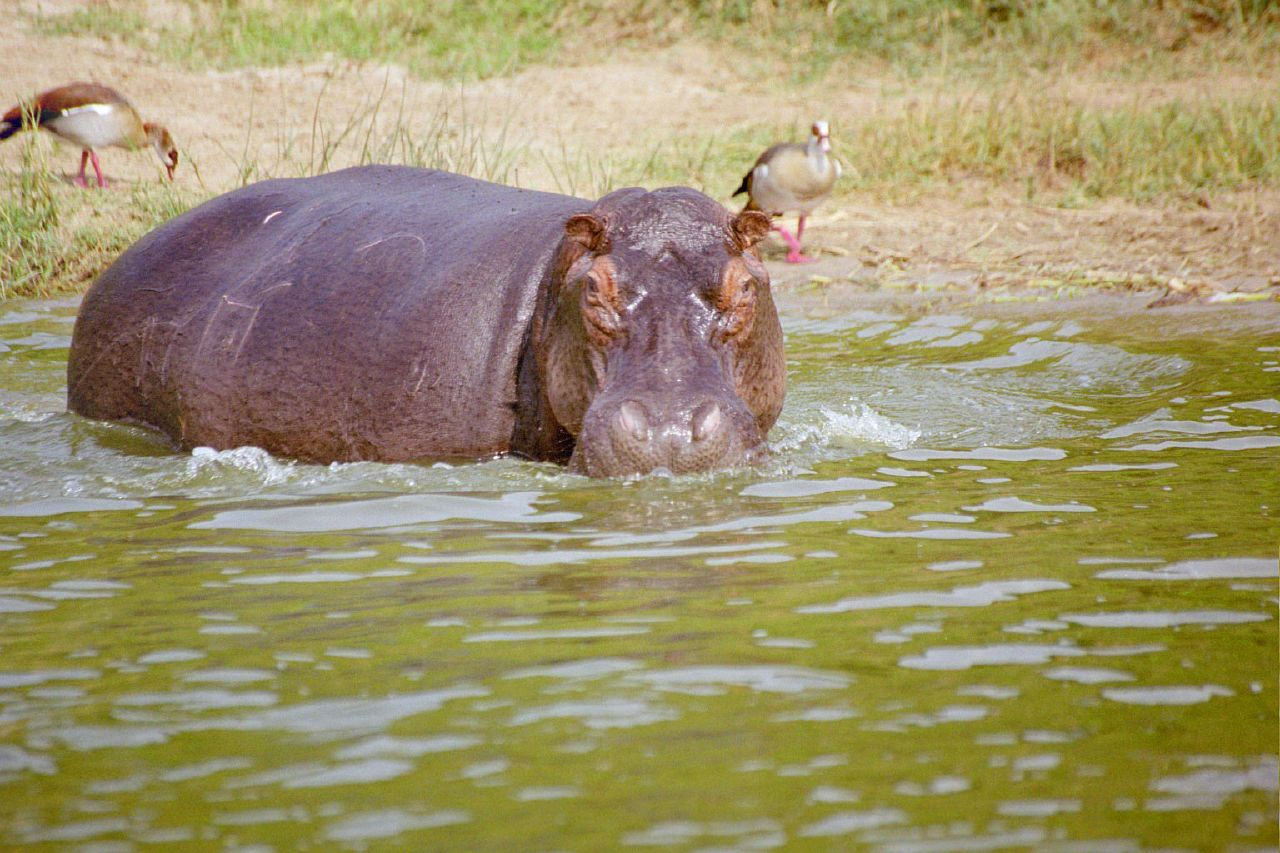

Hroší hlava má širokou, zakulacenou obličejovou část, naproti tomu mozkovna je krátká a plochá. Oči, ušní boltce i nozdry jsou umístěny vysoko na hlavě, což je adaptace k životu ve vodě. Nozdry a uši jsou opatřeny záklopkami a hroch je při ponoření zavírá. Oči jsou při potápění chráněny blánou. Hroši vidí poměrně dobře.
Dobře vyvinuté jsou zuby. Řezáky ve spodní čelisti jsou kolíkovité a míří šikmo dopředu, špičáky jsou přeměněny v kly, zejména u samců dosahují úctyhodných rozměrů. Z dásní vyčnívají asi 35 cm a celkově mohou měřit až 70 cm. Slouží především k varování a jako zbraň ve vzájemných soubojích. Špičáky i řezáky v horní čelisti jsou mnohem menší a mají kolíkovitý tvar. Zatímco špičáky a řezáky hrochům rostou po celý život, stoličky se postupně vyměňují, obdobně jako u slonů. Trávu a jiné rostliny trhá hroch mohutnými tuhými kožovitými pysky, stoličkami ji rozmělňuje. Zuby používá i k dobývání kořenů vodních rostlin. (Síla stisku čelistí činí okolo 8100 newtonů.)
Hroší kůže je lysá a velmi tlustá (na některých místech až 3 cm), chlupy rostou pouze na konci ocasu, uvnitř ušních boltců a na čenichu. Pod kůží se nachází asi pěticentimetrová vrstva tuku. Zbarvení hrocha kolísá od břidlicově šedé, šedohnědé až po téměř černou barvu, na břiše a končetinách je kůže vždy světlejší, až do růžova. Hroší kůže je navzdory své tloušťce velmi citlivá a v suchu snadno popraská. Rčení o hroší kůži jako symbolu necitelnosti tedy neplatí. Kůže je prostoupena potními a mazovými žlázami, které vylučují olejnatý sekret růžové barvy. Tento sekret hrocha na souši chrání před slunečním zářením, zatímco ve vodě snižuje odpor jeho těla, což mu pomáhá při plavání. Růžová barva výměšku zavdala příčinu pověrám, že hroši potí krev.

## Rozšíření
V období kolem přelomu letopočtu se hroši vyskytovali na vhodných místech po celé Africe od delty Nilu až po Kapsko. V deltě Nilu byli hroši vyhubeni už ve starověku, z Kapska, Núbie a severního Súdánu zmizeli v průběhu 19. století. Ve velké části subsaharské Afriky od Etiopie, Senegalu a Čadského jezera až po jihoafrický Natal se hroši udrželi do současnosti. Celkový stav volně žijících hrochů se v roce 2021 odhadoval na 130 000 jedinců. Asi před 5000 až 10 000 lety žili hroši i na Sahaře, jejíž klima bylo mnohem vlhčí než v současné době. Blízce příbuzné druhy obývaly v pleistocénu jižní Evropu a Indii, do historické doby rovněž Madagaskar, kde přinejmenším dva malé druhy hrochů vyhynuly až po příchodu lidí počátkem našeho letopočtu. V současnosti se hroši nacházejí také v Kolumbii, v bývalém ranči Pabla Escobara. Jejich počet čítá zhruba 80 jedinců.

## Prostředí

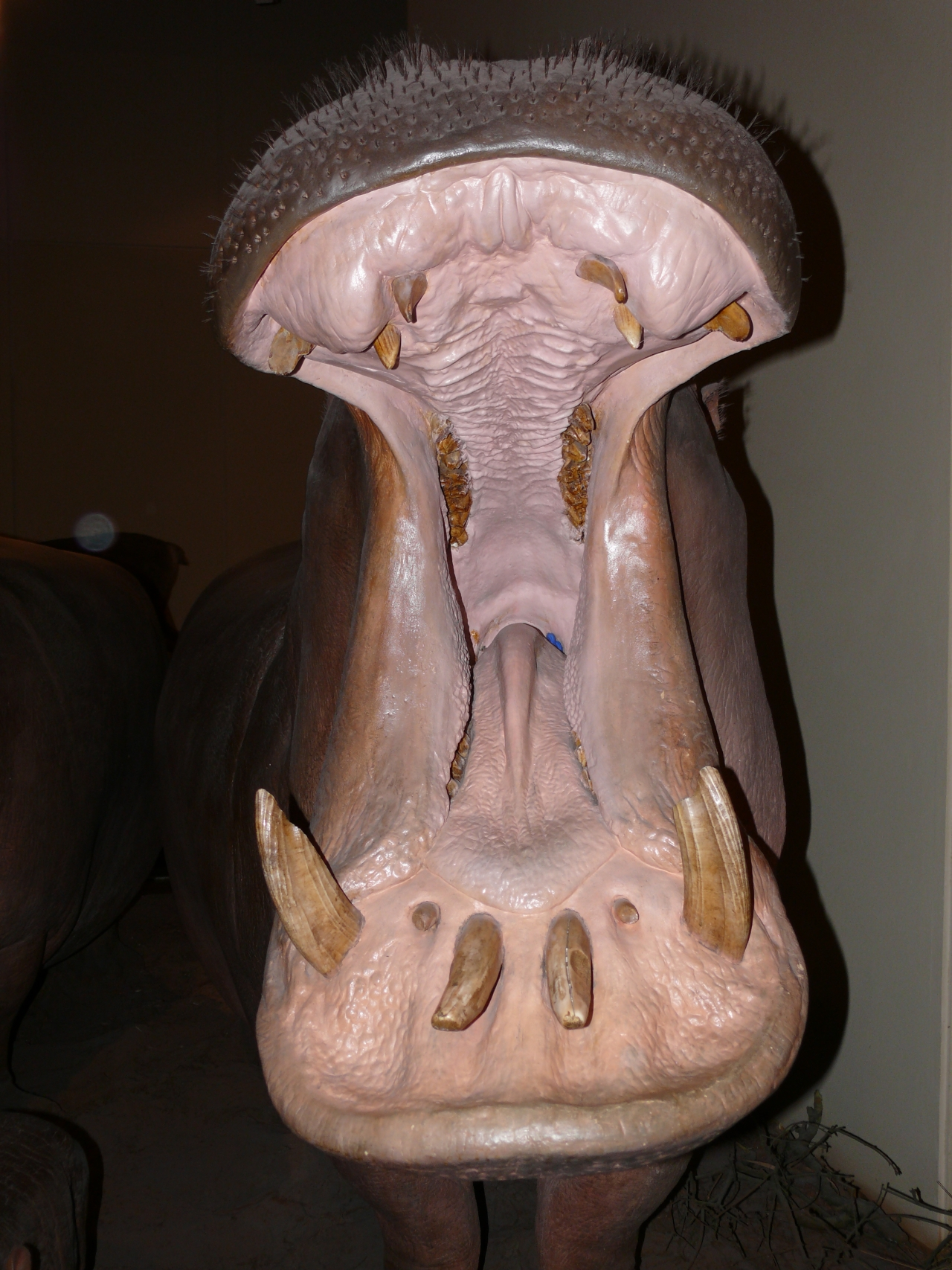

Hroši se vyskytují pouze v oblastech s dostatkem vody. Preferují stojaté nebo pomalu tekoucí vody, případně rozsáhlejší bažiny, porosty rákosu, šáchoru a další bahenní vegetace. V místech, kde nejsou loveni, jsou hroši poměrně málo plaší, objevují se dokonce i na řekách, protékajících většími městy, jako je Bujumbura, Entebbe či N'Djamena.

## Způsob života
Hroši jsou společenská zvířata, žijí v různě velkých stádech, která mohou mít až 150 kusů, obvykle však čítají 10–20 jedinců. Menší stáda tvoří většinou jeden samec s několika samicemi a mláďaty, ve větších bývá samců několik. I v takovém případě mezi hrochy vládne přísná hierarchie. Nejsilnější samec obhajuje teritoria tlupy v délce asi 250–500 m na jezerním a asi 100 m na říčním pobřeží a páří se s většinou samic. Teritorium si hroší samci označují trusem, který na souši i ve vodě rozmetávají ocasem. Na řekách bývají teritoria obvykle menší než na stojatých vodách.
V místech s hustší populací hrochů spolu samci často vzájemně bojují o samice či o teritorium. Časté je hlavně „zívání“ hroších samců, což je projev imponování, pouze v zajetí takto hroši žebrají o potravu. Pokud se ani jeden ze samců nedá imponováním zastrašit, následuje souboj. Samci se při souboji koušou tesáky, boje mohou být velmi kruté, o čemž svědčí časté šrámy na kůži samců. Pokud je v souboji vůdčí samec poražen, vítěz ovládne tlupu a v některých případech usmrtí všechna sající mláďata, která zplodil jeho předchůdce (podobně jako u lvů). Výrazem podřízenosti je u hrochů tzv. submisivní kálení, při němž hroch vystrčí zadní část těla z vody a vykálí se před dominantním jedincem, často doslova na jeho čenich. Vůdčí samci tento projev často přímo vyžadují od podřízených samců v tlupě. Hroši jsou velmi hlučná zvířata, ozývají se ve vodě i na souši, a to dutým řvaním, bučením, funěním, chrochtáním a dalšími zvuky, mládě v nouzi přivolává matku kvičením.
Hroši špatně plavou, převážně se odrážejí pomocí zadních končetin ode dna,nebo se po dně pohybují dopředu díky své vysoké měrné hmotnosti. Ponor na jedno nadechnutí trvá většinou 3–5 minut, v nouzi, např. při poranění, však vydrží hroch pod vodou daleko déle, rekordně až 25 minut. Přes svou zdánlivou těžkopádnost dokáží hroši obratně šplhat, což se projevuje především při vylézání z vody na strmý břeh. Na některých místech lze pozorovat hluboké blátivé brázdy, jakési koridory, které si hroši vyšlapali do říčního břehu. Navzdory některým neoficiálním tvrzením se tito savci patrně nedokážou pohybovat rychlostí kolem 40 km/h, nicméně virtuální modely potvrzují, že reálná je u nich rychlost až kolem 8 m/s (28,8 km/h). Přímá pozorování a počítačové modely již dříve potvrdily, že maximální rychlost těchto velkých sudokopytníků při hmotnosti 2400 až 3000 kg činí asi 7 m/s (25,2 km/h).
Den tráví hroši ve vodě, případně se sluní na břehu, poblíž vody. Odpoledne jejich aktivita narůstá a po setmění vycházejí na pastvu, často i poměrně daleko od vody, rekordně až 10 km. Přitom navštěvují i pole nebo plantáže, kde mohou napáchat značné škody.
Mezi hrochem a některými dalšími živočichy existují mutualistické vztahy. Hrochy na souši i ve vodě často doprovází volavka rusohlavá, která je zbavuje parazitů nebo v jejich přítomnosti loví drobné živočichy. Volavky také mohou hrocha varovat před nebezpečím. Naproti tomu klubáci navštěvují hrocha vzácněji než jiné velké africké savce. Ve vodě hrochům odstraňuje parazity také želva pelomedusa (Pelomedusa subrufa) a kaprovitá ryba labeo dlouhoploutvé (Labeo longipinnis), která se masitými pysky přisává na hroší kůži a čistí ji od pijavek i odumřelé pokožky. Labeo i některé další ryby se živí rovněž hroším trusem.

## Potrava
Hroch si získává část potravy ve vodě, pomocí zubů vyrývá ze dna oddenky a kořeny, např. lotosu. Spásá i plovoucí rostliny, jako je např. pistie, většinu potravy ale získává noční pastvou na souši.
Hroší žaludek je trojdílný, mimořádně objemný a žije v něm mnoho druhů symbiotických prvoků. Díky nim je hroch schopen strávit i velmi hrubou a vláknitou potravu, jakou jiní býložravci nežerou, např. ostřici nebo šáchor, ale nepohrdne ani mršinou či menšími zvířaty. Byly zaznamenány případy kanibalismu (konzumace masa z mršin jiných hrochů), což s sebou přináší riziko přenosu rozličných nemocí, především pak anthraxu, který pak následně může těžce zdecimovat celou populaci hrochů v dané řece či oblasti.
Pokud má možnost si vybírat, upřednostňuje chutnější druhy trávy, jako je vousatka, troskut či divoké proso. Hroch sežere denně 30–40 kg rostlinné potravy, což je v poměru k jeho velikosti relativně málo (v poměru k hmotnosti těla je to poloviční spotřeba potravy než u domácího skotu).

## Rozmnožování
Hroši se rozmnožují po celý rok. S většinou samic se páří vůdčí samec, který však často umožňuje páření s některými samicemi i ostatním samcům. Páření probíhá vždy ve vodě. Hrošice je březí 230–240 dní a rodí většinou jedno mládě, výjimečně dvojčata. Mládě se rodí ve vodě a ihned po narození vyplouvá k hladině, aby se poprvé nadechlo. Plavat umí mládě dříve než chodit a pod vodou bývá také kojeno. Mládě saje asi 8 měsíců a matka jej chrání až do dalšího porodu, což bývá zpravidla dva roky. Někdy samice vodí první mládě i po vrhu dalšího sourozence. Samice vodí mládě obvykle před sebou. Dokud jsou mláďata malá, matka je ve vodě vozí na hřbetě. Občas matce s péčí o mládě pomáhají i další samice, podobně jako u slonů. Mláďata hrochů jsou velmi zvědavá a hravá, dají se snadno ochočit. Plné velikosti dosahují hroši až ve věku 5 let a do rozmnožování se samice zapojují nejdříve ve věku 7 let, samci však zpravidla až ve věku 12–15 let. V roce 2020 se narodil hroch v Zoo Ostrava.
Hroch se může dožít až 55 let, v přírodě to však bývá méně, jen asi 40 let. Nejstarší hroch se dožil 61 let, šlo o samici v zoologické zahradě ve městě Evansville, v americkém státě Indiana.

## Přirození nepřátelé
Hroch má málo přirozených nepřátel. Dospělá zvířata jsou lovena pouze lvy a krokodýly, na mláďata se někdy odvažují i hyeny skvrnité a výjimečně i levharti. V přírodě mladým hrochům hrozí nebezpečí především od krokodýlů, ale také od dospělých hroších samců, před nimiž matka mládě zuřivě brání.

## Hroši a lidé
Pro svou velikost a nápadný vzhled poutali hroši odedávna pozornost člověka. Hrochy lovili už prehistoričtí obyvatelé Afriky. Známými lovci hrochů byli staří Egypťané, jež při lovu používali harpuny s plováky. Stejným způsobem lovili hrochy domorodci v severovýchodní Africe ještě počátkem 20. století. Jinde byli hroši stříleni otrávenými šípy, chytáni do jam nebo chytacích ohrad. Od 19. stol. jsou většinou loveni odstřelem pomocí těžkých kulovnic.
Hroší maso je chutné a nepříliš tučné (tuk je uložen pod kůží), domorodci ho zpracovávají nejčastěji sušením. Využívá se také hroší kůže, z níž se vyráběly např. štíty či biče. Hroší zuby lze po odstranění tvrdé, žlutohnědé skloviny zpracovávat podobně jako slonovinu. Jsou sice menší, věkem však nežloutnou. Využívání hroších klů vzrostlo hlavně po roce 1989, kdy byl vyhlášen mezinárodní zákaz obchodu se slonovinou. V 19. stol. se z hroších zubů vyráběly klávesy klavírů nebo zubní protézy.
Staří Egypťané měli k hrochovi ambivalentní postoj. Na jedné straně uctívali bohyni plodnosti a ochránkyni žen Tveret s hroší hlavou, hroch však byl zároveň spojován s bohem Sutechem a silami zla. Amemait neboli Velká požíračka, příšera ze staroegyptského záhrobí, která polykala nesmrtelné duše provinilých lidí, měla hroší tělo, lví hřívu a krokodýlí tlamu. Hroch byl také oblíbenou lovnou zvěří Egypťanů. Dochovala se zobrazení egyptských faraonů při lovu hrocha, který je však na obraze nepoměrně malý (v poměru k faraonovi asi jako králík).
Ve Starém zákoně je zmiňován netvor Behemot, který bývá ztotožňován s hrochem. V knize Jób je Behemot popisován jako ohromný vodní býložravec s velkou tlamou. Jeho popis zhruba odpovídá hrochovi, na rozdíl od něj však má biblický netvor dlouhý ocas. Proto není jisté, zda se jedná o špatný popis hrocha, nějakého jiného tvora (slon, krokodýl), případně o zcela vymyšlené bájné zvíře. V některých jazycích, např. v ruštině, je název hrocha odvozen od slova Behemot. Hroch byl dobře znám i starým Řekům a Římanům. Psali o něm autoři jako Hérodotos, Aristotelés a Plinius starší, které upoutal svou silou a velikostí. Mezinárodně používaný název hippopotamus je řeckého původu a znamená „říční kůň“. Starověcí Římané hrocha zneužívali ke krutým hrám v cirku.
Idžové z jižní Nigérie pokládají hrocha za svého předka a zhotovují nádherné hroší masky. Jihoafričtí Zuluové pokládají hrocha za symbol statečnosti. Sanové si vyprávějí legendu, vysvětlující hroší zvyk rozmetávat trus ocasem. Stvořitel prý nechtěl hrochovi dovolit, aby žil ve vodě, protože se bál, že svou obrovskou tlamou spolyká všechny ryby. Teprve když hroch slíbil, že bude navždy jíst jen rostliny, dovolil mu stvořitel žít ve vodě. Od té doby hroch vždy rozmetá svůj trus ocasem, aby stvořitel viděl, že v něm nejsou rybí kostičky. Lov hrochů měl pro některá africká etnika velký význam, například lidé skupiny Weyto od etiopského jezera Tana, byli v minulosti zcela závislí na lovu hrochů a krokodýlů.
Podle některých vědců je hroch perspektivním zvířetem pro domestikaci, protože dosahuje rychlých váhových přírůstků při relativně malé spotřebě potravy. Dokáže přitom využívat značně nekvalitní a hrubou potravu, poskytuje výtečné maso i dostatek tuku. Chovu hrochů brání jejich síla, neovladatelnost a agresivita. V roce 2007 bylo několik hrochů vysazeno v Kolumbii v povodí řeky Magdaleny, z důvodů produkce masa i boje proti invazi vodního hyacintu[zdroj?]. Hodnoceno podle počtu zabití a zranění lidí jsou hroši nejnebezpečnější savci Afriky, usmrtí ročně mnohem více lidí než lvi, levharti, sloni či krokodýli. V Kolumbii zbyli hroši po zastřeleném narkobaronu Escobarovi a stávají se invazním druhem. Vědci uvažují o jejich likvidaci nebo alespoň plošné sterilizaci.

## Chov v zoo
Od poloviny 19. století, kdy byl do Londýna přivezen slavný Obaysch, je hroch oblíbeným chovancem mnoha zoologických zahrad. Při vhodné péči se v zajetí snadno rozmnožuje. V Česku hrochy chovají čtyři zoo:
- Safari park Dvůr Králové (samec Mike, samice Hula a Mona, mládě Huly)
- Zoo Dvorec (od 2016, hroch Bubórek)
- Zoo Ostrava – v roce 2006 pověřena vedením Evropské plemenné knihy (ESB) hrocha obojživelného[14][15], samec (*2012), samice (*2013) a jejich potomek samička (*2020). Zde se narodilo první mládě v Československu.
- Zoo Praha (Tchéco a Maruška)

### Chov v Zoo Praha
První hroch přišel do Zoo Praha 4. října 1933, tedy velmi brzy po otevření zoo. Jednalo se o hrocha Petra, který se narodil pravděpodobně o pět let dříve a do zoo přišel z cirkusu Kludský. Po úhynu Petra 13. 2. 1939 došlo k válečné přestávce chovu hrochů v pražské zoo. V roce 1944 přišla ze Zoo Berlin hrošice Zuzana, která žila až do roku 1977. Za zmínku stojí, že byla odkoupena v poměru jeden kilogram váhy – jedna koruna. Do roku 1971 byli chováni pouze samostatní jedinci. Toho roku se podařilo získat první pár do pavilonu velkých savců.
První odchov se povedl v roce 1978. Jednalo se o samce jménem Jožin. Do počátku roku 2019 se narodilo 27 mláďat. Odchovat se podařilo 11 mláďat, přičemž jedno z nich – samec Slávek (30. 10. 1984 – 6. 10. 2018) – se stal mnohonásobným otcem. Byl jednou z nejznámějších zvířecích osobností Zoo Praha. Měl 7 potomků.
Některá z nich:
Matka: Lentilka: Barborka. Obě uhynuly při povodních 2002. 
Matka: Maruška: Tomík: *2006, Váleček: *2011 a Fanda: *2016 (všichni tři již odešli do jiných zoo).
V listopadu 2019 byl přivezen ze Zoo African safari v Plaisance du Touch ve Francii v té době tříletý hroch Tchéco.
Hroši dlouhou dobu obývali expozici v dolní části zoo. V roce 2012 se přestěhovali do pavilonu hrochů v horní části, který vznikl v rámci výstavby nového expozičně-chovatelského komplexu pro slony a hrochy. Pro veřejnost byl otevřen v roce 2013.